# Beni Uertilán
Beni Wertilán (en francés, Beni Ourtilane; en Cabilio ⴰⵜ ⵡⴻⵔⵜⵉⵔⴰⵏ At Wartiran) es un municipio (baladiyah o taghiwant) del valiato de Sétif en Cabilia. En abril de 2008 tenía una población censada de 10 591 habitantes.
Se encuentra ubicado al noreste del país, al sur de la costa del mar Mediterráneo y la región de Cabilia, y al sureste de la capital del país, Argel.